# Baliaga
Baliaga (en russe : Баляга) est une commune urbaine du kraï de Transbaïkalie, en Russie. Sa population s'élevait à 3 322 habitants en 2010.

## Géographie
Baliaga est située au sud-est de la Sibérie et au sud-ouest du kraï de Transbaïkalie. Elle est arrosée par la rivière Baliaga, un affluent du Khilok, dans le bassin de l'Ienisseï.
Baliaga se trouve à 16 km au sud-est de Petrovsk-Zabaïkalski, centre administratif du raïon, à 329 km au sud-ouest de Tchita, la capitale régionale, et à 4 543 km à l'est de Moscou.

## Histoire
Fondée en 1899 lors de la construction du chemin de fer Transsibérien, Baliaga a le statut de commune urbaine depuis 1958. Elle fait partie du raïon de Petrovsk-Zabaïkalski.

## Population
Recensements (*) ou estimations de la population  :
| 1959* | 1970* | 1979* | 1989* | 2002* | 2010* |
| ----- | ----- | ----- | ----- | ----- | ----- |
| 4 186 | 5 268 | 5 095 | 5 108 | 3 717 | 3 322 |